# Johannes Schmoelling
Johannes Schmoelling (Lohne, 9 novembre 1950) è un tastierista e compositore tedesco.
Dopo essere stato membro del gruppo krautrock dei Tangerine Dream fra il 1979 e il 1985, Schmoelling intraprese una carriera solista all'insegna di un repertorio elettronico e ambientale, registrando anche colonne sonore per il cinema e la televisione.

## Biografia

### La gioventù
Nato il 9 novembre del 1950 a Lohne (Germania), Schmoelling iniziò a prendere lezioni di pianoforte all'età di 8 anni e all'età di 14 iniziò a suonare l'organo presso la chiesa cattolica di Delmenhorst. Dopo essersi laureato in ingegneria nel 1977, iniziò a lavorare presso il teatro Schaubühne di Berlino.

### Tangerine Dream
Nel 1979, Schmoelling fu scelto dai Tangerine Dream in qualità di membro sostitutivo del tastierista Peter Baumann, che aveva da poco abbandonato il complesso (gli altri membri del gruppo, ovvero Edgar Froese e Chris Franke, volevano infatti che il gruppo continuasse a rimanere un trio). 
Il primo album dei Tangerine Dream con Schmoelling è Tangram (1980), prodotto durante un periodo in cui il sound del gruppo era divenuto più commerciale e contaminato dai campionamenti. Sempre assieme al gruppo elettronico, Schmoelling registrò Exit (1981), White Eagle (1982), Hyperborea (1983) e varie colonne sonore e partecipò a diversi concerti in tutto il mondo. L'artista abbandonò il gruppo nel 1985 venendo rimpiazzato da Paul Haslinger.

### Carriera solista
A partire dal 1986, Schmoelling registrò alcuni album solisti fra cui Wuivend Riet (1986), The Zoo of Tranquility (1988), White Out (1990) e Lieder Ohne Worte - Songs No Words (1995), che furono però raramente ben accolti dalla critica, e gli furono commissionate diverse colonne sonore per la televisione. Sue sono anche collaborazioni con Dirk Josczok (Laufen, 2002) e Hubertus von Puttkamer (Wëltmarchen - Weltmusic, 2004). Nel 2000 fondò la sua etichetta discografica privata Viktoriapark Records. Nel 2008, Schmoelling fece la conoscenza di Jerome Froese, figlio di Edgar Froese, e con esso registrò Far Side of the Face (2012). Sempre con Jerome Froese, Schmoelling
iniziò una collaborazione confermata in vari album usciti con la sigla Loom.

## Discografia

### Album

#### Solisti
- 1986 – Wuivend Riet
- 1988 – The Zoo ff Tranquillity
- 1990 – White Out
- 1995 – Songs No Words - Lieder Ohne Worte
- 2003 – Recycle or Die
- 2006 – Instant City
- 2008 – Early Beginnings
- 2009 – A Thousand Times
- 2011 – Time and Tide
- 2016 – A Thousand Times Part 2
- 2017 – Diary of a Common Thread

#### Collaborazioni
- 1993 – Die Geschichte Der Dinge (Ein Rundgang Durch 6 Klangräume) (con Martin Burckhardt)
- 1994 – Der Zaubergeiger Settembrini (con Martin Burckhardt)
- 2002 – Laufen (con Dirk Josczok)
- 2004 – Weltmärchen (con Hubertus Von Puttkamer)
- 2018 – The Immortal Tourist (con Waters)

### Nei gruppi

#### Con i Tangerine Dream
- 1980 - Tangram
- 1981 - Exit
- 1982 - White Eagle
- 1983 - Hyperborea
- 1985 - Le Parc

#### Nei Loom
- 2011 – 100 001
- 2012 – Scored
- 2013 – 200 002
- 2013 – The Three Hates the Forest
- 2016 – Years in Music
- 2016 – 300 003